# Rho (rodina)

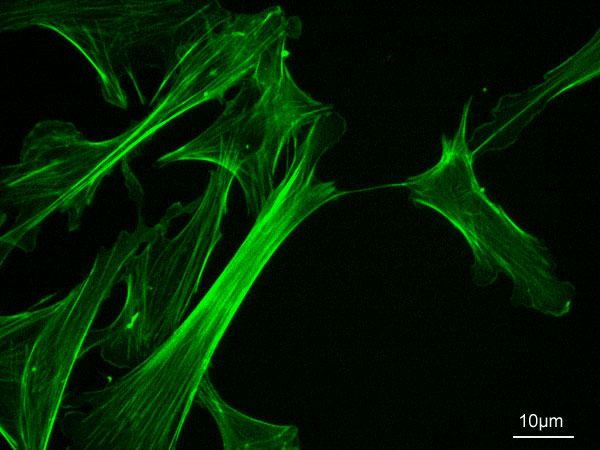
Obarvený aktinový cytoskelet buněk; na jeho regulaci se podílí právě GTPázy Rho

Rho rodina, též Rho/Rac rodina, je skupina malých GTPáz, které hrají důležitou roli v regulaci aktinového cytoskeletu (mikrofilament). U savců k nejznámějším Rho GTPázám patří RhoA, Rac a Cdc42. Obvykle (jako správné GTPázy) pracují jako molekulární „přepínače“ mezi zapnutým stavem (když je navázán GTP) a vypnutým stavem (když je navázán GDP). Pokud jsou zapnuté, aktivují další enzymy v signalizační kaskádě. Díky tomu mimochodem ovlivňují tak důležité procesy, jako je buněčná migrace, diferenciace, zánět, sekrece, ale i metastáza nádorových buněk.